# Elegance Bratton
Elegance Bratton (nascido em 3 de maio de 1979) é um cineasta e fotógrafo americano. Ele começou sua carreira na década de 2010, escrevendo, dirigindo e produzindo uma variedade de projetos, incluindo o curta-metragem Walk for Me, o reality show My House e o documentário Pier Kids.
A estreia na direção de longa-metragem de Bratton, The Inspection, estreou no Festival Internacional de Cinema de Toronto de 2022 e foi lançado pela A24 em novembro daquele ano.

## Juventude
Elegance nasceu em Jersey City, Nova Jérsei e foi criado em Phillipsburg, Nova Jérsei. Aos 16 anos, ele foi expulso de casa por ser gay e passou 10 anos sem-teto antes de ingressar na Marinha. Ele atuou como especialista em produção de câmeras de combate no Camp H. M. Smith, no Havaí, gravando vídeos e tirando fotos. Ele se formou na Universidade Columbia em estudos afro-americanos e recebeu seu mestrado pela New York University Tisch School of the Arts para direção e redação.

## Carreira
Bratton trabalhou como diretor, roteirista, produtor e fotógrafo desde o início de 2010. Sua compilação fotográfica Bound by Night foi selecionada para o prêmio de livro fotográfico Kassel 2014.
Em 2016, dirigiu o curta-metragem Walk for Me, como atribuição do segundo ano do programa de cinema da Tisch. O filme é sobre a maternidade trans na cultura de salão. Walk for Me foi lançado no Criterion Channel anos depois.
Em 2018, Bratton dirigiu o documentário Pier Kids, sobre três jovens LGBTQ sem-teto na cidade de Nova Iorque; o filme foi lançado em 2019, e foi apresentado em diversos meios de comunicação, como VICE, ABC News, The Huffington Post, OUT Magazine, e GLAAD.
A estreia na direção de longa-metragem de Bratton, intitulada The Inspection, foi anunciada em abril de 2021 com um elenco que inclui Jeremy Pope, Gabrielle Union, Bokeem Woodbine e Raúl Castillo, com Gamechanger Films definida para produzir e A24 definida para produzir e distribuir. Bratton também escreveu o roteiro. O filme teve sua estreia mundial no Festival Internacional de Cinema de Toronto de 2022 em 8 de setembro de 2022. Também foi exibido no 60º Festival de Cinema de Nova Iorque em 14 de outubro de 2022, o Austin Film Festival em 29 de outubro de 2022, antes de ser lançado nos cinemas nos Estados Unidos em 18 de novembro de 2022 pela A24.

## Filmes favoritos
Em 2022, Bratton participou das pesquisas de filmes Sight & Sound daquele ano. É realizado a cada dez anos para selecionar os melhores filmes de todos os tempos, pedindo aos diretores contemporâneos que selecionem dez filmes de sua preferência.
As seleções de Bratton foram:
- A Batalha de Argel (1966)
- Rocky (1976)
- The Dark Knight (2008)
- Nascido para Matar (1987)
- Paris Is Burning (1990)
- Do the Right Thing (1989)
- Tudo sobre Minha Mãe (1999)
- Imitação da Vida (1959)
- Taxi Driver (1976)
- A Lista de Schindler (1993)

## Filmografia
| Ano  | Filme            | Escritor | Diretor | Produtor | Notas          |
| ---- | ---------------- | -------- | ------- | -------- | -------------- |
| 2016 | Walk for Me      | Sim      | Sim     | Sim      | Curta-metragem |
| 2017 | Life After       | Não      | Não     | Sim      | Curta-metragem |
| 2018 | Ina nyo          | Não      | Não     | Sim      | Curta-metragem |
| 2018 | Fran This Summer | Não      | Não     | Sim      | Curta-metragem |
| 2018 | My House         | Sim      | Sim     | Sim      | Série de TV    |
| 2018 | Tadpole          | Não      | Não     | Sim      | Curta-metragem |
| 2019 | Pier Kids        | Sim      | Sim     | Sim      | Documentário   |
| 2020 | Buck             | Sim      | Sim     | Sim      | Curta-metragem |
| 2022 | The Inspection   | Sim      | Sim     | Não      | Longa-metragem |

## Elogios
Em 2022, Bratton foi nomeado um United States Artists (USA) Fellow. Em 22 de outubro de 2022, ele recebeu o Breakthrough Director & Writer Award no Montclair Film Festival. Em 27 de janeiro de 2023, Bratton foi o ganhador inaugural do Coolidge Breakthrough Artist Award do Coolidge Corner Theatre.